# Батия
Батия в древногръцката митология е нимфа-наяда, дъщеря на речния бог Скамандър. Съпруга е на спартанския цар Ойбал, а според други версии на Дардан.